# Балхаш (град)
Балхаш (каз. Балқаш, Balqaş, рус. Балхаш) је град Казахстану у Карагандинској области. Према процени из 2010. у граду је живело 69.665 становника.

## Становништво
Према процени, у граду је 2010. живело 69.665 становника.
| 1979.   | 1989.   | 1999.   |
| ------- | ------- | ------- |
| 78.145. | 86.742. | 81.100. |